# An-Nur

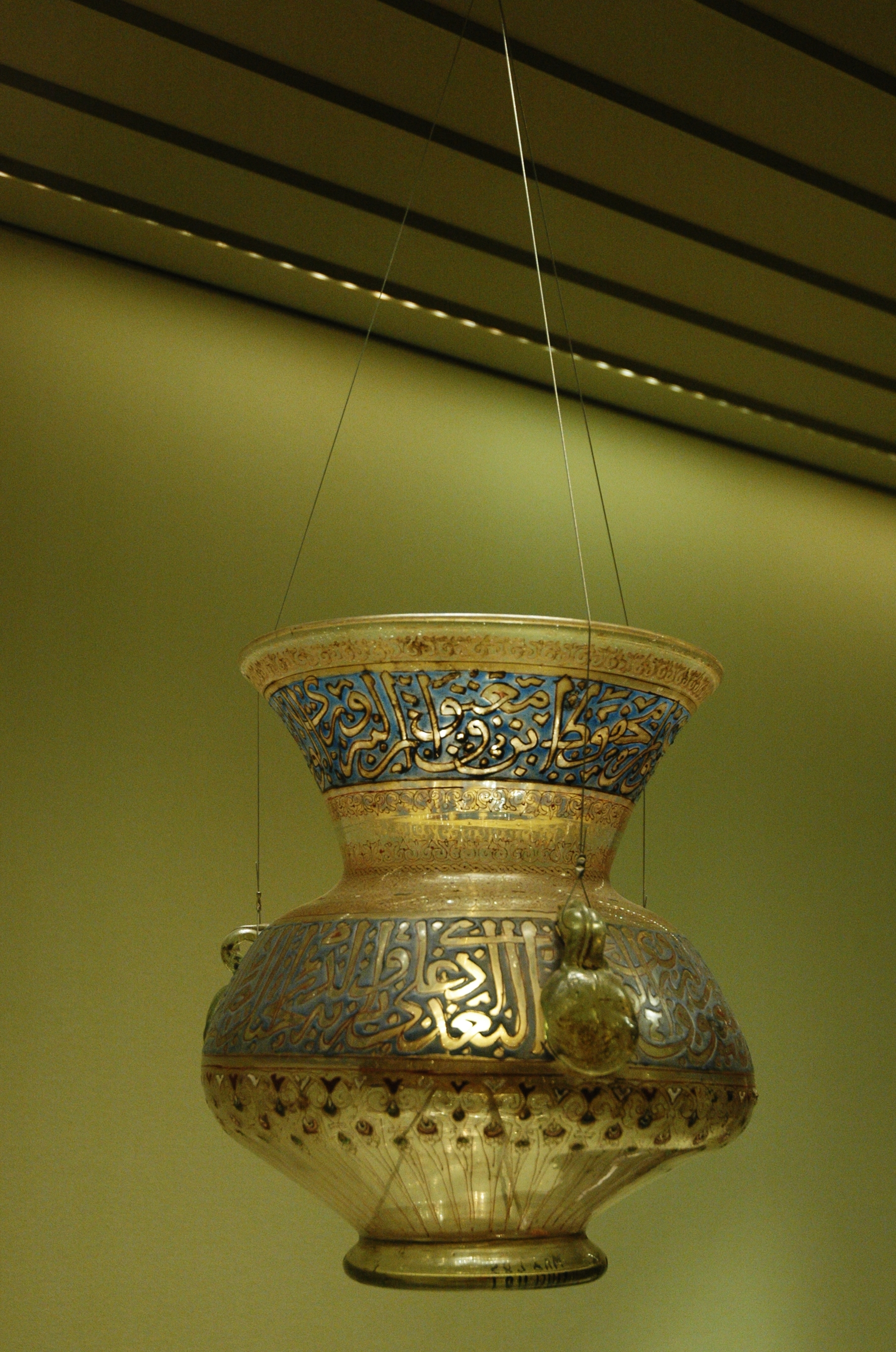
Lampa på vars hals början av Ljusversen är skriven. Lampan är gjord i blåst glas, förgylld och emaljerad från Egypten eller Syrien.

An-Nūr (arabiska: سورة النور) ("Ljus") är den tjugofjärde suran i Koranen med 64 verser (ayah). De flesta muslimska lärda är överens om att denna sura uppenbarades strax före eller efter Slaget vid diket 627.
Suran börjar med olika förklaringar och påbud om otillåtliga sexuella handlingar, familjelagar och specifikationer om att ge vittnesbörd. Främst av dessa utslag är Allahs (Guds) straff för äktenskapsbrott. Avsnittet slutar med ett uttalande om att goda män och kvinnor borde paras ihop, liksom "fördärvade" (dåliga) män och kvinnor. Diskussionen går över till reflektioner om avskildhet och blygsamhet (modesti), nämligen hos värdar och kvinnor. Häri finns ett flertal regler och förklaringar om blygsamhet, av vilka många traditionellt använts för att argumentera för användandet av hijab (slöjan). Efter dessa påbud vänder sig texten till män, och uppmanar dem att inte förtrycka slavkvinnor till prostitution eller att gifta sig med sådana kvinnor.
Efter ett andra klargörande om Koranens status som ett säkert tecken från ovan, kommer den välkända 'Ayat an-Nur', ofta kallad "Ljusversen" eller "Liknelsen om ljuset", ett par mystiska rader som varit ämne för mycket vetenskaplig lärdom och reflektion. Versen är berömd för sin märkbara skönhet och sitt vackra bildspråk, och har gett upphov till många esoteriska tolkningar av Koranens innehåll. Den var och förblir en nyckel i Koranen för många muslimska filosofer och sufier än idag. En av de mer kända kommentarerna är Ghazalis Mishkāt al-anwār ("The Niche of Lights") .
Koranen bekräftar att Gud sänt ner tecken (ayah) för att göra verkligheten klargjord, och att förståelse för denna verklighet som den "raka vägen" (as-sirāta'l-mostaqīm), om någon följer den, aldrig kan leda henne vilse.
Vers 55 tros innehålla en profetia.

## Ljusversen
| ”                                                                                            | GUD ÄR himlarnas och jordens ljus. Hans ljus kan liknas vid en nisch där en lykta står. Lyktan är [omsluten] av glas och glaset lyser med en stjärnas glans. [Det är en lykta] tänd [med olja] från ett välsignat träd, ett olivträd som varken tillhör öst eller väst och vars olja nästan lyser utan att eld har rört vid den. Ljus över ljus! Gud leder till Sitt ljus den Han vill och därför framställer Han liknelser för människorna. Gud har kunskap om allt. | „ |
| – "Ljusversen" (Koranen 24:35), i Koranens budskap i översättning av Mohammed Knut Bernström | |   |

| ”                                                                   | Gud är himlarnes och jordens ljus. Hans ljus är likt ett fönster, hvaruti ett ljus står, infattadt i kristall, och kristallen är såsom en tindrande stjerna. Det brinner (med oljan) av ett välsignadt oljoträd, som hvarken är ifrån östern eller ifrån vestern. Dess olja skulle lysa, äfven om elden ej kom vid den. Det är ljus på ljus. Gud leder till sitt ljus hvem Han vill, och Gud framställer liknelser för menniskorna, ty Gud vet allt. | „ |
| – "Ljusversen" i Koranen (24:35), översatt av C.J. Tornberg 1873–74 | |   |